# Classe Djebel Chenoua
Pour les articles homonymes, voir Djebel (homonymie) et Chenoua.
Les corvettes de la classe Djebel Chenoua sont des navires de conception et de montage algériens, développées dans les chantiers navals de Mers el-Kébir près d'Oran. Les 3 unités sont spécialisées dans la lutte anti-navire et dans les opérations Recherche et sauvetage (SAR). 
Elles sont toutes trois équipées de quatre missiles C-802 de fabrication chinoise, dérivés de l'Exocet français : ils disposent d'un système de navigation autonome et ont une portée de 120 km. Elles disposent aussi d'un canon principal russe à haute cadence de tir AK-176 de 76 mm installé à l'avant et d'un canon de défense antiaérien rotatif AK-630 de 6 × 30 mm.
Ces navires sont constamment observés lors de manœuvres navales avec les forces de l'OTAN ou utilisés lors des parades navales comme une vitrine de l'ECRN et du savoir-faire algérien en matière de construction navale

## Bateaux
| Bateau                    | Image | Mis en service | Lancement    | Sur cale | Parcours | Date retrait |
| ------------------------- | ----- | -------------- | ------------ | -------- | -------- | ------------ |
| (351) Djebel Chenoua      |       |                |              |          |          |              |
| (352) El Chihab           |       |                | février 1990 |          |          |              |
| (353) El Kirch            |       |                | 2000         |          |          |              |
| (807) Rais Hassan Barbiar |       |                |              |          |          |              |